# كيفن كوبر
كيفن كوبر (بالإنجليزية: Kevin Cooper)‏ (8 فبراير 1975 دربي المملكة المتحدة - ) هو لاعب كرة قدم بريطاني.

## وصلات خارجية
كيفن كوبر على موقع قاعدة بيانات كرة القدم.إي يو (الإنجليزية)
- كيفن كوبر على موقع Soccerbase.com (لاعب) (الإنجليزية)
- كيفن كوبر على موقع عالم كرة القدم.نت (الإنجليزية)